# Джилл Міллз
Джилл Міллз (анґ. Jill Mills, нар. 2 березня 1972, штат Індіана, США) — відома американська спортсменка та бодібілдерка. Дворазова переможниця змагання за звання Найсильнішої жінки у світі (у 2001 та 2002 роках) та одного разу посіла третє місце у 2005-у.